# Yello
Yello — швейцарський музичний гурт, який працює у жанрі електронної музики.

## Створення групи
На початку творчої діяльності колектив мав наступний склад: Дітер Маєр (вокаліст, автор текстів та музики), Борис Бланк (композитор та аранжувальник, а також майстер комп'ютерних ефектів), Карлос Перон (звукорежисер). Борис Бланк ще у 60-х роках почав цікавитись музикою та записувати на магнітофон свої композиції, в яких використовував незвичайні ефекти (звуки дерев'яних та металевих предметів, посуду тощо). Творчість Бланка зацікавила музиканта та звукорежисера Карлоса Перона, після чого хлопці заснували у Цюриху студію звукозапису TRANCEONIC. У 1978 році музиканти відвідали США, де познайомились зі своїми кумирами — авангардною групою "Residents". Після повернення до Швейцарії вони зустріли Дітера Маєра, який став третім учасником колективу. Він був багатою людиною та до створення групи Yello встиг змінити кілька професій: був журналістом та автором дитячих книг, режисером фільмів, брав участь у змаганнях з гольфу у складі збірної Швейцарії, крім того, виступав у складі колективу Fresh COLOUR та сольно.

## Діяльність колективу
Проєкт Yello був створений у 1979 році. Назва означає скорочення від словосполучення «a yelled Hello», яке придумав Дітер Маєр. Перший альбом «Solid Pleasure» був записаний на американській студії «Ralph», що належала учасникам колективу Residents, та вийшов у 1980 році. Він містив електронну танцювальну музику, яка містила цікаві семпли, тексти деяких композицій відрізнялись гумором, грою слів та присутністю досить незвичайних персонажів. Другий диск, який вийшов через рік, відрізнявся більш професійним аранжуванням. Третій альбом «You Gotta Say Yes To Another Excess» потрапив до британських та американських чартів, а композиції «I Love You» та «Lost Again» стали хітами. Після його виходу через суперечки з Дітером Маєром групу залишив Карлос Перон. Після цього Yello назавжди залишився дуетом, але у запису альбомів брали участь сесійні музиканти. Група стала популярною далеко за межами Швейцарії завдяки своєрідним композиціям, а також якісні відеокліпи, один з яких («Pinball Cha Cha») — потрапив у список 32 робіт, відібраних у 1985 для Виставки музичного відео в Музеї сучасного мистецтва. Найкращим альбомом колективу вважається «One Second», який вийшов у 1987, в його створенні брали участь співачка Ширлі Бесі та Біллі МакКензі, колишній вокаліст групи Associates. Попри те, Yello створюють танцювальну музику, їм вдається вдало поєднувати у своїй творчості електронні ритми зі звуками класичних інструментів та елементів народної музики багатьох країн. Також у їх творчості можна прослідкувати вплив таких колективів як Pink Floyd, Tangerine Dream та Жана-Мішеля Жарра. Музику групи можна почути у фільмах та телепередачах.

## Дискографія

### Студійні альбоми
| Рік  | Альбом                              | Лейбл            | Британський чарт | Чарт Billboard | Додаткова інформація                        |
| ---- | ----------------------------------- | ---------------- | ---------------- | -------------- | ------------------------------------------- |
| 1980 | Solid Pleasure                      | Ralph Records    | -                | -              |                                             |
| 1981 | Claro Que Si                        | Ralph Records    | -                | -              | за участю Zine el Abedine                   |
| 1983 | You Gotta Say Yes to Another Excess | Stiff Records    | 65               | 184            |                                             |
| 1985 | Stella                              | Vertigo          | 92               | -              |                                             |
| 1987 | One Second                          | Mercury          | 48               | 92             | за участю Billy Mackenzie та Shirley Bassey |
| 1988 | Flag                                | Fontana          | 56               | 152            |                                             |
| 1991 | Baby                                | Mercury          | 37               | -              | за участю Billy Mackenzie                   |
| 1994 | Zebra                               | Mercury          | -                | -              |                                             |
| 1997 | Pocket Universe                     | Mercury          | -                | -              | за участю Stina Nordenstam                  |
| 1999 | Motion Picture                      | Mercury          | -                | -              |                                             |
| 2003 | The Eye                             | Motor Music GmbH | -                | -              | за участю Jade Davies                       |
| 2009 | Touch Yello                         | Polydor          | -                | -              | за участю Heidi Happy                       |
| 2016 | Toy                                 | Polydor          | 84               | -              | за участю Malia, Fifi Rong та Heidi Happy   |
| 2020 | Point                               | Polydor          |                  |                |                                             |

- Також брали участь у записі саундтрека до стрічки «Черниці в бігах» (1990).

### Інші альбоми
| Year | Album                           | Label                     | Британський чарт | Чарт Billboard 200 | Додаткова інформація        |
| ---- | ------------------------------- | ------------------------- | ---------------- | ------------------ | --------------------------- |
| 1986 | 1980–1985 The New Mix in One Go | Mercury                   | -                | -                  | Альбом реміксів             |
| 1992 | Essential                       | Mercury                   | -                | -                  | Альбом компіляцій           |
| 1995 | Hands on Yello                  | Urban Records/Motor Music | -                | -                  | Альбом реміксів             |
| 1999 | Eccentrix Remixes               | Mercury                   | -                | -                  | Альбом реміксів             |
| 2007 | Progress and Perfection         | -                         | -                | -                  | Audi A5 promo альбом        |
| 2010 | YELLO                           | Tiger Records             | -                | -                  | 8 реміксів композицій Yello |

### Найпопулярніші сингли
| Year | Single                                                | Британський чарт | Чарт Billboard | Billboard Dance/Club Chart |
| ---- | ----------------------------------------------------- | ---------------- | -------------- | -------------------------- |
| 1979 | «Bostich»                                             | -                | -              | 23                         |
| 1982 | «You Gotta Say Yes to Another Success/Heavy Whispers» | -                | -              | 42                         |
| 1983 | «I Love You»                                          | 41               | -              | 16                         |
| 1983 | «Lost Again»                                          | 73               | -              | -                          |
| 1983 | «Hello Again»                                         | 78               | -              | -                          |
| 1984 | «Pumping Velvet»                                      | -                | -              | 12                         |
| 1985 | «Vicious Games»                                       | -                | -              | 8                          |
| 1985 | «Oh Yeah»                                             | -                | 51             | 35                         |
| 1986 | «Goldrush»                                            | 54               | -              | -                          |
| 1987 | «The Rhythm Divine»                                   | 54               | -              | -                          |
| 1987 | «Call It Love»                                        | 91               | -              | -                          |
| 1988 | «The Race»                                            | 7                | -              | 33                         |
| 1988 | «Tied Up»                                             | 60               | -              | 9                          |
| 1989 | «Of Course I'm Lying»                                 | 23               | -              | -                          |
| 1989 | «The Race»                                            | 73               | -              | -                          |
| 1990 | «Unbelievable»                                        | -                | -              | 22                         |
| 1991 | «Rubberbandman»                                       | 58               | -              | -                          |
| 1992 | «Jungle Bill»                                         | 61               | -              | 40                         |
| 1992 | «The Race»                                            | 55               | -              | -                          |
| 1994 | «Do It»                                               | -                | -              | 46                         |
| 1995 | «Tremendous Pain»                                     | -                | -              | 7                          |
| 1996 | «How How»                                             | 59               | -              | 28                         |
| 1996 | «Jingle Bells»                                        | -                | -              | 44                         |
| 1997 | «On Track»                                            | -                | -              | 16                         |
| 1997 | «To the Sea»                                          | -                | -              | -                          |
| 1999 | «Vicious Games»                                       | 110              | -              | -                          |
| 2003 | «Planet Dada»                                         | -                | -              | -                          |
| 2011 | «Mean Monday»                                         | -                | -              | -                          |